# Рибейро, Эдгардо
Эдгардо Рибейро — уругвайский художник, уроженец Каталани.

## Биография
В 1939, Эдгардо и его брат Альсо Рибейро, переехали из Каталани в Монтевидео. Там они начали изучать искусство у Хоакина Торреса Гарсия.
В 1943 Эдгардо Рибейро получает приз «Друг искусства». Позже он получал Гран При в 1951, 1954 и 1955. В 1964 он получает грант VI Биеннале в Уругвае за свой вклад в искусство.
Картины Рибейро выставлялись в крупнейших галереях Парижа, Токио, Вашингтона, Мехико, Голландии. Его работы можно увидеть в крупных музеях по всему свету — от Флориды до музея современного искусства в Москве.
Эдгардо Рибейро был также и учителем. Он открыл собственную школу не только в Монтевидео, но и в Роче, Майне и Сан Хосе.
Рибейро умер 22 февраля 2006 года в возрасте 84 лет, в Монтевидео.